# Георгий Маленков
Георгий Максимилианович Маленко́в е съветски политик, комунистически лидер и близък съратник на Йосиф Сталин.
След смъртта на Сталин става министър-председател на СССР (1953 – 1955), като е смятан за най-силния съветски политик, преди да бъде засенчен от Никита Хрушчов. Фактически ръководител на СССР в периода март – септември 1953 година.
Член на ЦК на КПСС (1939 – 1957), кандидат-член (1941 – 1946) и член (1946 – 1957) на Политбюро на ЦК на КПСС, член на Оргбюро на ЦК на КПСС (1939 – 1952), секретар на ЦК КПСС (1939 – 1946, 1948 – 1953); депутат от Върховния съвет на СССР.
Георгий Маленков ръководи редица стратегически отрасли в отбраната и промишлеността на СССР, в това число създаването на водородната бомба и първата АЕЦ в днешния град Обнинск. Сред най-големите му успехи е първенството на съветската космическа програма, а в геополитически план – привличането на Китай в съветската орбита на влияние. Според Виктор Суворов, именно Маленков е успешния коз на Сталин в битката за Ленинград и битката за Сталинград, както и в обръщането на Китайската гражданска война.

## Биография

### Ранни години
Роден е в Оренбург, Русия. Някои от предците му по бащина линия са от български произход (от Охрид) и са заемали високи постове в руската императорска армия. Майка му е дъщеря на ковач и внучка на православен свещеник. Маленков завършва класическа гимназия по време на руската революция, след което се включва в редовете на Червената армия през 1919 г. става член на Руската комунистическа партия (болшевики) през 1920 г. и работи като комисар в Туркестан по време на гражданската война.

### Втора световна война
След като Германия навлиза в СССР на 22 юни 1941 г., Маленков е назначен за член на Държавния комитет по отбрана, изключително важен и извънреден държавен орган. Заемайки длъжност в една от многото комисии по отбраната Маленков пътува и до Сталинград през август 1942 г., където наблюдава и проверява защитата на града. Едно от най-важните му задължения е да наблюдава съветското военно самолетостроене. За своите постижения в тази област, през 1943 г. получава орден Герой на социалистическия труд. След войната Маленков ръководи Комитета по демонтажа на германската икономика, находяща се в съветската окупационна зона. Негови противници в КПСС смятат дейността му в Германия за неефективна и скоро Комитетът е разпуснат.
От юли 1943 до юни 1947 г. Маленков е председател на Съвета по радиолокация към Държавния комитет за отбрана.
През март 1946 г. е назначен за ръководител на комисията по построяването на бомбардировача Ту-4, който представлява детайлно копие на аварийно кацнали американски бомбардировачи Б-29.
В периода май 1946 – май 1947 г. е председател на Спецкомитет номер 2 по развитието на ракетните технологии на Съветския съюз.

### Изкачване в КПСС
След гражданската война Маленков следва електротехника в престижния Московски държавен технически университет ‘Николай Бауман’, като през 1925 г. прекъсва образованието си, без да го завърши. Приключил следването си, Маленков започва работа в Оргбюро към ЦК на КПСС. През следващите 10 години Георгий става много близък със Сталин и бива въвлечен в прочистването на партията от старите революционни кадри и чекисти. През 1938 г. той е един от основните хора свалили водача на НКВД – Николай Ежов. На следващата година Маленков е избран за директор на кадровата дирекция към партията, което значително увеличава влиянието му. Освен това, става пълноправен член и секретар на ЦК. След немската инвазия от юни 1941 г. Маленков е повишен и включен в състава на Държавния комитет по отбраната заедно с Лаврентий Берия, Климент Ворошилов и Вячеслав Молотов, който комитет е под председателството на Сталин. В ръцете на тази малка група съветски ръководители се съсредоточават големи правомощия и така с членството си в комитета Маленков става един от най-влиятелните хора в СССР. През периода 1941 – 1943 гг. основната работа с която е зает Маленков е съветското самолетостроене. През 1943 г. става председател на комисия занимаваща се с икономическо възстановяване на освободените райони на СССР от германска окупация.
Тиражираните и пропагандни версии постфактум, т.е. след освобождаването му от ръководните постове, за заемана от Георгий Маленков длъжност личен секретар на Йосиф Сталин се оказват неверни. По това време Маленков е ангажиран с развитието на транспорта, инфраструктурата и икономиката на СССР. Георгий Маленков също така е избран за ръководител на Кадровия отдел на ЦК, заемайки този пост до средата на 1946 г.

### Кариера в Политбюро
През 1946 г. кандидатурата на Маленков е издигната за кандидат-член на Политбюро. Въпреки че, изпада в немилост за сметка на противниците си – Андрей Жданов и Лаврентий Берия, той бързо си връща симпатиите на Сталин след смъртта на Жданов. Берия скоро се съюзява с Маленков, организирайки избиването и пращането в трудови лагери на всички съюзници на Жданов. През 1948 г. Маленков става секретар на ЦК на КПСС. За да тества Маленков като потенциален негов наследник, Сталин постепенно се оттегля от ЦК и възлага повечето си отговорности и задачи на него. През 1952 г. Сталин даже премахва длъжността главен секретар на ЦК на КПСС (не че това се отразява върху репутацията му) с което дава явен знак по въпроса за управленското си наследство.

### Премиер на СССР и дуумвират
Амбициите на Георги Маленков се увенчани с успех, и след смъртта на Сталин на 5 март 1953 г. на практика той поема държавното кормило. Считан е за най-важния и влиятелен човек в Секретариата, като с помощта на Берия става министър-председател на СССР. На 13 март обаче под натиска на други членове на Политбюро подава оставка като член на Секретариата. Докато Маленков оглавява правителството, Никита Хрушчов проправя своя кариерен път за първи секретар на КПСС. Така се поставя началото на дуумвирата Маленков-Хрушчов. Маленков е премиер на СССР за 2 години. През тези години той се обявява против ядрената надпревара, заявявайки, че „една ядрена война може да доведе до глобално унищожение“. Друга кауза за която се бори, е да се пренасочи съветската икономика от военната полоса към производство на потребителски стоки, с което измества фокуса на вниманието от тежката към леката индустрия. Това е политика, която неговият наследник Хрушчов ще следва по-късно, въпреки че, за да елиминира Маленков го обвинява в това което по-късно заимства от конкурента си Маленков.

### Падане от власт
След смъртта на Сталин Маленков става формално негов наследник. Още през 1950 г. Маленков е на заглавната страница на списание „Тайм“. По време на траурната церемония на Йосиф Сталин, Маленков държи и кратко слово, което допълнително подчертава ръководните му позиции. Обаче, напускайки поста си на генерален секретар на ЦК, той позволява на вътрешнопартийния си опонент Никита Сергеевич Хрушчов да изгради фундамента за своя последвал кариерен възход.
Маленков започва нов курс в икономическата политика на СССР, акцентирайки на земеделието (разораване на целината), животновъдството, както и в производството на стоки за бита. Маленков също така успява да намали колхозния данък и опрощава всички задължения на колхозните земеделци и животновъди. Външнополитически насочва СССР към по-малко агресивна политика спрямо Запада. Също така започва постъпателен процес по реабилитирането на жертвите от сталинските гонения, но в крайна сметка се ограничава единствено и само до близки роднини на членове на партийното и държавно ръководство, заради което е обвинен от Хрушчов в непоследователност и малодушност. Маленков не е привърженик на резките промени в курса.
През февруари 1955 г. Маленков е принуден да подаде оставка. Това е оправдано с неговите предходно близки отношения с Берия (който е екзекутиран като предател през 1953 г.) и на изтъкнатите като официална причина за свалянето му бавни реформи, които провежда, особено що се отнася до помилването на политически затворници, заедно с бавно протичащата реформа в земеделието. Маленков остава член в Президиума на КПСС (орган наследил Политбюро). Заедно с Хрушчов лети до остров Бриони (Югославия), за да предупреди Йосип Броз Тито за предстоящата съветска инвазия в Югославия насрочена за 4 ноември. През 1957 г. отново е принуден да подава оставка, заради неуспешния опит за сваляне на Хрушчов от власт, който Маленков организира заедно с Николай Булганин, Вячеслав Молотов и Лазар Каганович, т.е. за участието си в т. нар. антипартийна група. През 1961 г. е изключен от комунистическата партия и заточен в рамките на СССР далеч от Москва в дълбоката провинция. Директор е на ВЕЦ Уст-Каменогорск в Казахската съветска социалистическа република, след което оглавява ръководството на друга електроцентрала в гр. Екибастуз, Казахска ССР.
В последните години от живота си Маленков става православен християнин и заедно с дъщеря си дори пее в църковен хор. Предходно, след пенсионирането му през 1968 г., му е разрешено да се завърне в Москва, понеже бившите му партийни другари са или измрели или отдавна пенсионирани и предходното му влияните не представлява опасност за тогавашната съветска власт. За последните две десетилетия от живота му се знае твърде малко.
Георгий Маленков умира в Москва на 14 януари 1988 г., т.е. съвсем малко преди падането на Берлинската стена.

### Съвременни оценки
За личността на Маленков в сравнение с почти всички останали държавни ръководители на СССР се знае и говори малко в СМО, въпреки че този държавен ръководител е имал отлични организационни и много добри ораторски умения, а речите му били много добре логически построени. Определян за „човек със западно мислене“, което надали е съвсем точно, но е факт, че е имал доверието на Сталин.
Ключова е ролята на Маленков в т.нар. ленинградско дело, както и в т.нар. дело срещу лекарите, като част от борбата срещу космополитизма. Перфектен организатор, но посредствен лидер, Маленков не успява да устои на властовите амбиции на Хрушчов и е принуден да се оттегли в немилост от всички висши партийни и държавни постове. След смъртта на Сталин получава подкрепата на Берия, който е в изолация, но по-скоро това е инициирано от и в интерес на Берия, отколкото на Маленков, и по-късно е използвано от съперника му – Никита Хрушчов. Не е репресиран по сталиновски тертип, но е отдаден на забвение, особено за поста, който е заемал, и властта, която притежавал. За разлика от Молотов, който в известна степен е приживе реабилитиран по времето на Константин Черненко, този процес въобще не засяга Маленков.

## Отличия и награди
- Герой на социалистическия труд (30 септември 1943 г.)
- 3 ордена на Ленин (30 септември 1943 г.; ноември 1945 г.; януари 1952 г.)